# Adelbert von Bornstedt
Carl August Ulrich Adelbert von Bornstedt (* 12. Januar 1807 in Stendal; † 21. September 1851 in der Heilanstalt Illenau bei Achern) war ein deutscher Publizist und Revolutionär.

## Leben
Sein Vater war der preußische Major Eugen von Bornstedt, der in der Schlacht bei Lützen (Großgörschen) am 2. Mai 1813 gefallen ist. Die Mutter, Annette geborene von Düring, ließ darauf Adelbert von Bornstedt in der Kadettenanstalt erziehen. Er wurde am 8. April 1824 zum Leutnant befördert. Nach sechs Jahren quittierte er den Dienst und ging nach einem kurzen Aufenthalt in Brasilien 1830 nach Paris. 1831 meldete er sich als  Freiwilliger zur Fremdenlegion, die gerade erst gegründet worden war. Bornstedt nahm an den Kämpfen in Algerien teil und wurde schwer verwundet.
In Paris arbeitete Adelbert von Bornstedt als Journalist und Redakteur an verschiedenen Exil-Zeitungen (Gazette Allemande de Paris, Vorwärts!) und war Korrespondent der Allgemeinen Zeitung in Augsburg. Am 25. Januar 1845 wurde er aus Frankreich ausgewiesen und ging nach Brüssel. Dort gründete er 1846 für die deutschen Emigranten die Deutsche Brüsseler Zeitung, die sich für Pressefreiheit in Deutschland, Trennung von Staat und Kirche und für die Republik einsetzte und die trotz ihrer geringen Auflage und dem Verbot in Deutschland zu einem der wichtigsten Presseorgane der Opposition wurde. Friedrich Engels und Karl Marx gehörten der Redaktion an. Unmittelbar nach der Februarrevolution 1848 stellte die Zeitung ihr Erscheinen ein und von Bornstedt, Engels und Marx gingen nach Paris. Dort gründete von Bornstedt am 1. März 1848 die Deutsche Demokratische Gesellschaft in Paris. Aus ihr ging die Deutsche Legion unter Führung von Georg Herwegh hervor, deren Vizepräsident Bornstedt wurde. Bei dem Versuch der Legion, in Baden den Revolutionären unter der Führung von Friedrich Hecker und Gustav Struve zu Hilfe zu kommen, wurde sie im Gefecht bei Dossenbach aufgerieben, Bornstedt gefangen genommen und zu einem Jahr Einzelhaft im Zuchthaus Bruchsal verurteilt. Er wurde zwar am 13. Mai 1849 durch die Badische Revolution befreit, aber bald in die Heilanstalt Illenau bei Achern eingeliefert, wo er am 21. September 1851 starb.

## Schriften
- Pariser Silhouetten. Nebst einer aphoristischen Uebersicht der Monumentalgeschichte von Paris. 2 Bände. Otto Wigand, Leipzig 1836. Band 1 Digitalisat
- Basreliefs. 2 Bände. Johann David Sauerländer, Frankfurt am Main 1837.
- Haut reliefs der Gegenwart. Worte an meine Zeit und an mein Vaterland. Otto Wigand, Leipzig 1838. Digitalisat
- Klänge der Vergangenheit und ein Blick in die Gegenwart. Lange Levy et Compagnie, Paris 1844. Digitalisat BSB